# Пауелл (Техас)
Пауелл (англ. Powell) — місто (англ. town) в США, в окрузі Наварро штату Техас. Населення — 99 осіб (2020).

## Географія
Пауелл розташований за координатами 32°6′38″ пн. ш. 96°19′21″ зх. д. / 32.11056° пн. ш. 96.32250° зх. д. (32.110563, -96.322531).  За даними Бюро перепису населення США в 2010 році місто мало площу 3,13 км², з яких 3,13 км² — суходіл та 0,00 км² — водойми.

### Клімат
| Клімат : Пауелл       | Клімат : Пауелл | Клімат : Пауелл | Клімат : Пауелл | Клімат : Пауелл | Клімат : Пауелл | Клімат : Пауелл | Клімат : Пауелл | Клімат : Пауелл | Клімат : Пауелл | Клімат : Пауелл | Клімат : Пауелл | Клімат : Пауелл | Клімат : Пауелл |
| Показник              | Січ.            | Лют.            | Бер.            | Квіт.           | Трав.           | Черв.           | Лип.            | Серп.           | Вер.            | Жовт.           | Лист.           | Груд.           | Рік             |
| Середній максимум, °C | 13,9            | 16,1            | 21,1            | 25,0            | 28,3            | 32,8            | 35,6            | 35,6            | 32,2            | 26,7            | 20,0            | 15,6            | 25,3            |
| Середній мінімум, °C  | 1,7             | 3,3             | 7,2             | 12,2            | 16,7            | 21,1            | 22,8            | 22,8            | 18,9            | 12,8            | 7,2             | 2,8             | 12,5            |
| Норма опадів, мм      | 64              | 71              | 81              | 102             | 122             | 79              | 56              | 56              | 76              | 91              | 76              | 84              | 960             |
| --------------------- | --------------- | --------------- | --------------- | --------------- | --------------- | --------------- | --------------- | --------------- | --------------- | --------------- | --------------- | --------------- | --------------- |
| Джерело: Weatherbase  |                 |                 |                 |                 |                 |                 |                 |                 |                 |                 |                 |                 |                 |

## Демографія
Згідно з переписом 2010 року, у місті мешкало 136 осіб у 54 домогосподарствах у складі 37 родин. Густота населення становила 43 особи/км².  Було 62 помешкання (20/км²).
Расовий склад населення:
| - 69,1 % — білих - 27,2 % — чорних або афроамериканців - 2,2 % — осіб інших рас |

До двох чи більше рас належало 1,5 %. Частка іспаномовних становила 4,4 % від усіх жителів.
За віковим діапазоном населення розподілялося таким чином: 16,9 % — особи молодші 18 років, 56,6 % — особи у віці 18—64 років, 26,5 % — особи у віці 65 років та старші. Медіана віку мешканця становила 50,5 року. На 100 осіб жіночої статі у місті припадало 100,0 чоловіків;  на 100 жінок у віці від 18 років та старших — 88,3 чоловіків також старших 18 років.
Середній дохід на одне домашнє господарство  становив 45 475 доларів США (медіана — 19 500), а середній дохід на одну сім'ю — 72 561 долар (медіана — 45 625). За межею бідності перебувало 17,7 % осіб, у тому числі 25,0 % дітей у віці до 18 років та 3,8 % осіб у віці 65 років та старших.
Цивільне працевлаштоване населення становило 23 особи. Основні галузі зайнятості: роздрібна торгівля — 34,8 %, сільське господарство, лісництво, риболовля — 26,1 %, освіта, охорона здоров'я та соціальна допомога — 21,7 %.